# Rodna neusaglašenost
Rodna neusaglašenost rodnа nejasnost ili rodnа kontradikciја (енгл. gender variance ili gender nonconformity je uporna neusaglašenost između sopstvenog prirodnog pola osobe i načina kako ta osoba doživljava pol. Npr. to je osoba koja od rođenja ima muški polni organ i biološki je muškarac, ali se identifikuje kao žena. Pri tome, treba imati u vidu da nije svaka transrodna osoba rodno neusaglašena. I dok se do skora rodna neusaglašenost smatrala mentalnom bolešću, Svetska zdravstvena organizacija (SZO) je od 2018. godini najavila u novom izdanju Međunarodna klasifikacija bolesti, da rodna neusaglašenost više neće biti tretirana kao stanje koje se tiče seksualnog zdravlja. To je učinjeno sa ciljem da se smanji stigma i istovremeno ovim osobama pruži dostupnost neophodnim zdravstvenim intervencijama.

## Osnovne postavke
Terminologija
Termini rodna neusaglašenost i rodne varijacije koriste se u psihologiji, psihijatriji, antropologiji i rodnim studijama, u organizacijama za ljudska prava, a korsite ih i same osobe koje se ne slažu sa sopstvenim polovima..
Za razliku od koncepta transrodnost, koji opisuje odstupanje od rodnog identiteta osobe koja je to po rođenju, pojam rodna neusaglašenost se pre svega odnosi na spoljni izraz i ljudsku samopercepciju roda.
Rodna neusaglašenost nije isto što i rodni identitet ili seksualna orijentacija ili transseksualizam koji opisuje odstupanje od rodnog identiteta osobe sa po rođenju pripadajućim polom. Rodna neusaglašenost je kada fizički izgled ili ponašanje pojedinca nisu usklađeni sa društvenim očekivanjima, i ne ponašaju i ne poštuju tradicionalne rodne uloge za ovo društvo. Tako npr. muškarac može biti rodno neusaglašen i bez homoseksualnosti, iako postoje, naravno, jake asocijacije između seksualne orijentacije i rodne neusaglašenosti.
Medicinska i socijalna percepcija
Istorijski gledano LGBT identiteti dugo vekova je smatran mentalnom bolešću, a homoseksualnost je takođe smatrana mentalni poremećajem pa se u tu grupo mentalnih poremećaja našla i rodna neusaglašenost. Međutim sve se promenilo 1974. godine, kada je u vodiču Američke psihijatrijske asocijacije da homoseksualnost nije mentalni poremećaj. SZO je definiciju homoseksualnosti promenila tek 1992. godine uz poruku da seksualna orijentacija sama po sebi ne može biti smatrana poremećajem. Na promenu stava uticala je i činjenica da su kroz istoriji dosta puta pogrešno dijagnostikovana neka stanja zbog kombinacije stigme, straha i nerazumevanja.
U većini modernih društava dominira binarni rodni sistem , u kojem se odstupanja od prihvaćenih rodnih uloga percipiraju sa neodobravanjem i stigmatizacijom . U mnogim zemljama sveta, rodno varijantni ljudi su izloženi diskriminaciji, progonu i nasilju, posebno su žrtve zločina iz mržnje. Sa druge strane, u mnogim kulturama gde se tradicionalno razlikuje više od dva pola, ljudi koji se smatraju rodnim varijantama sa stanovišta zapadnih kultura poštuju se i prepoznaju, kao ravnopravni članovi društva.

### Suprotstavljeni stavovi
I dok mnogi veruju da rodna neusaglašenost ne bi uopšte trebalo da se nalazi u Međunarodnoj klasifikaciji bolesti, drugi smatraju da je transrodnim osobama lakše da zatraže hormonalni ili hirurški tretman ako se rodna neusaglašenost nalazi u vodiču Američke psihijatrijske asocijacije i Međunarodnoj klasifikaciji bolestiti.
Sudeći prema stavu SZO, zbog pristupa zdravstvenim uslugama je bolje ako se ovo stanje nalazi u priručniku. Ovomm promenom klasifikacije ovog stanja, SZO je praktično poručila svetu da ovo nije mentalni poremećaj i da treba podržati transrodne osobe, kao korak ka inkluziji i promovivisanju njihovog prihvatanja.
Transrodnim osobama je često teško da dobiju potrebnu zdravstvenu negu zbog diskriminacije, nerazumevanja, finansijskih i socioekonomskih barijera, i izloženi su većem riziku od HIV virusa i češće su na meti seksualnog nasilja.
Bez obzira na oprečne stavove dobar deo stručnjaka tvrde da je ova odluka SZO korak napred ka tome da transrodne osobe budu bolje prihvaćene u društvu, posebno onom u pojedinim zemljama sveta, koje ih često diskriminiše.

## Posledice
Prema najnovijim istraživanjima objavljenim 2018. godine, a sprovedenim sa 6.082 studenata u Sjedinjenim Američkim Držvama od rodne neusaglašenosti, patio je svaki peti ispitanik. Među ispitanicima 881 (15,9%) bilo je belo, 891 (19,1%) crno, 3.163 (55,1%) hispano, i 1.008 (9,9%) druge rasne/etničke pripadnosti.
Među umereno neusaglašenim djevojčicama, polovina (n=2.919 ili 50,0% ) se oseća tužno i beznadežno, dok su se tužno i beznadežno osećala trećine umerenih i veoma neusaglašenih dečaka, od ukupno (3.139 ili 50,0% rodno neusaglašenih).
Oko trećine umerenih i veoma neusaglašenih djevojčica reklo je da ozbiljno razmišljaju o samoubistvu; te brojke su porasle na 14 i 22 posto među dečacima.
Kako bi donekle kupirali ili ublažili rodnu nesusaglašenost u međuvremenu, kokain, marihuana, alkohol i lekova na recept, koristilo je 20 procenata među visoko neusaglašenim dečacima, ali su se u velikoj meri to važi i za vrlo neusaglašenim devojke (od 7,5 procenata, koji upotrebljava kokaina, do 39 procenata koji upotrebljava alkohol).
Ovi nalazi, zbog mogućih posledica, naglašavaju i ukazuju na važnost implementacije školskih programa radi sprečavanja upotrebe supstanci i promovisanja mentalnog zdravlja studenata koji pate od rodne neusaglašenosti, po kojoj se razlikuju od ostalih učenika.

## Literatura
- Spack, N. P.; Edwards-Leeper, L.; Feldman, H. A.;  . (2012). „Children and adolescents with gender identity disorder referred to a pediatric medical center”. Pediatrics. 129 (3): 418—425. PMID 22351896. doi:10.1542/peds.2011-0907..
- Cohen-Kettenis PT, Steensma TD, de Vries AL (2011). „Treatment of adolescents with gender dysphoria in the Netherlands”. Child Adolesc Psychiatr Clin N Am. 20 (4): 689—700. PMID 22051006. doi:10.1016/j.chc.2011.08.001..
- de Vries AL, Cohen-Kettenis PT (2012). „Clinical management of gender dysphoria in children and adolescents: the Dutch approach.”. J Homosex. 59 (3): 301—320. PMID 22455322. doi:10.1080/00918369.2012.653300..
- de Vries AL, Steensma TD, Doreleijers TA, Cohen-Kettenis PT (2011). „Puberty suppression in adolescents with gender identity disorder: a prospective follow-up study”. Journal of Sexual Medicine. 8 (8): 2276—2283. PMID 20646177. doi:10.1111/j.1743-6109.2010.01943.x..
- Hewitt, J. K.; Paul, C.; Kasiannan, P.;  . (2012). „Hormone treatment of gender identity disorder in a cohort of children and adolescents”. Medical Journal of Australia. 196 (9): 578—581. PMID 22621149. doi:10.5694/mja12.10222..

## Spoljašnje veze
|  | Molimo Vas, obratite pažnju na važno upozorenje u vezi sa temama iz oblasti medicine (zdravlja). |